# Sufro sufro sufro
Sufro sufro sufro es el primer álbum de la banda mexicana San Pascualito Rey. Fue lanzado el 21 de junio de 2003 por Discos Intolerancia y producido por Gerry Rosado. Recibió buenas críticas de la prensa especializada, al presentar el estilo de la banda definido por ellos como "dark guapachoso", una fusión de rock, trip hop y música tradicional y folclórica de México.

## Antecedentes
El álbum fue el primer LP independiente de la banda. Algunos de los temas incluidos en el mismo fueron interpretados por San Pascualito Rey desde el año 2000. Previo a este álbum, el grupo contaba con dos demos.

## Estilo
El estilo de las canciones incluye, por un lado, la instrumentación clásica del rock. Por otro, el uso extensivo de secuencias electrónicas al estilo lo-fi, influencia señalada por los integrantes del grupo por el gusto que tenían entonces de grupos como Mezzanine de Massive Attack y OK Computer de Radiohead. Con ello, muchas de las canciones incluyen samplers inspirados en la música tradicional mexicana como el danzón ("Te voy a dormir"), el bolero ("Nos tragamos"), el son de mariachi ("Cerquita de Dios") y el mariachi ("Caminito"). La instrumentación, asimismo, denota la influencia del mariachi  y el bolero ranchero con el uso de requintos de guitarra acústica y jarana, en tanto el son se hace presente en arreglos de violín de ese estilo y el bolero con estándares de ese género en instrumentos como el güiro. Otro elemento presente es el uso de sintetizadores con instrumentos analógicos para dar una sensación "fantasmagórica", como el theremin ("Espero", "Beso de muerto", "Nos tragamos").
La canción "Beso de muerto" incluye un fragmento leído por Javier Corcobado. 

## Recepción de la crítica
La prensa especializada recibió el disco positivamente, destacando la originalidad del sonido de la banda. El músico y periodista Alonso Arreola —con motivo del décimo aniversario del disco— comentó que Pascual Reyes "es un artista preocupado por amplificar la voz de su tierra. Entre danzón, bolero y cumbia, sus baladas psicodélicas han echado raíz en quienes gustan de un rock de arrabal". El crítico Guillermo Galindo escribió que Sufro sufro sufro representó una renovación del sonido del rock mexicano, simbolizando "un retrato de una escena musical naciente, un movimiento pluricultural que engrandece las raíces de la música en nuestro país con la herencia de un rock psicodélico y potente que, a su vez, busca elevar al máximo las emociones de todos los escuchas".

## Lista de canciones
| N.º      | Título             | Duración |  |
| 1.       | «Te Voy a Dormir»  | 3:49     |  |
| 2.       | «Disturbios»       | 3:33     |  |
| 3.       | «Espero»           | 4:34     |  |
| 4.       | «Beso de muerto»   | 4:50     |  |
| 5.       | «Si Pudieras Ver»  | 4:55     |  |
| 6.       | «Hoy No Es Mi Día» | 2:58     |  |
| 7.       | «Flush»            | 2:51     |  |
| 8.       | «Historias»        | 4:43     |  |
| 9.       | «Nos tragamos»     | 4:09     |  |
| 10.      | «Cerquita de Dios» | 4:00     |  |
| 11.      | «Tuyo»             | 3:52     |  |
| 12.      | «Tírame»           | 5:31     |  |
| 13.      | «Caminito»         | 10:08    |  |
| 01:00:05 |                    |          |  |

## Músicos
- Pascual Reyes: voz, guitarras, sintetizadores, samplers
- Alex Nexus: sintetizadores, voz y coros
- Adolfo: guitarras, efectos, theremin, acordeón
- Juan: bajo
- Jorch: batería

### Músicos invitados
- Juan Pablo Villa
- Gerry Rosado
- Malena Durán
- Javier Corcobado
- Jorge Gaitán

## Producción
La producción fue de Gerry Rosado, el asistente de producción fue Nelson Sánchez. El disco fue grabado entre mayo y junio de 2003 en el estudio Zona de intolerancia. El booklet fue escrito por Ruy Xoconostle, las ilustraciones de portadas e interiores fueron de Gerardo Terán y las fotografías de Alex Nexus.

## Posición en las listas
- Top 5 de Órbita 105.7 (hoy Reactor 105.7)
- Top 4 Radio Arte 90.5 FM de Chicago.